# 列別捷夫物理研究所
列別捷夫物理研究所（俄语：Физи́ческий институ́т имени П.Н.Ле́бедева Российской академии наук (ФИАН)）位于莫斯科，是俄罗斯物理学专业研究机构之一，也是俄罗斯历史最悠久的研究机构之一：其历史可以追溯到彼得大帝在1714年在圣彼得堡艺术博物馆收集的一系列物理设备。该研究所于1934年由谢尔盖·瓦维洛夫院士成立。后移至莫斯科，并于同年以著名的俄罗斯物理学家彼得·列别捷夫的名字命名。被称为彼得·列别捷夫物理研究所或列别捷夫研究所。在俄语中，它通常被缩写为FIAN（ФИАН）代表“科学院物理研究所”。该研究生的研究活动广泛，包括：激光技术，暗物质结构，纳米结构，超导电性，宇宙射线和伽玛天文学。 该研究所开发了一种使立方氧化锆结晶的技术。

## 所长
1. 谢尔盖·伊万诺维奇·瓦维洛夫 (1934–1951)
2. 德米特里·弗拉基米罗维奇·斯科别利岑 (1951–1972)
3. 尼古拉·根纳季耶维奇·巴索夫 (1973–1988)
4. 列昂尼德·克尔德什 (1988–1994)
5. Oleg Krokhin (1994–2004)